# Atlantic Garden

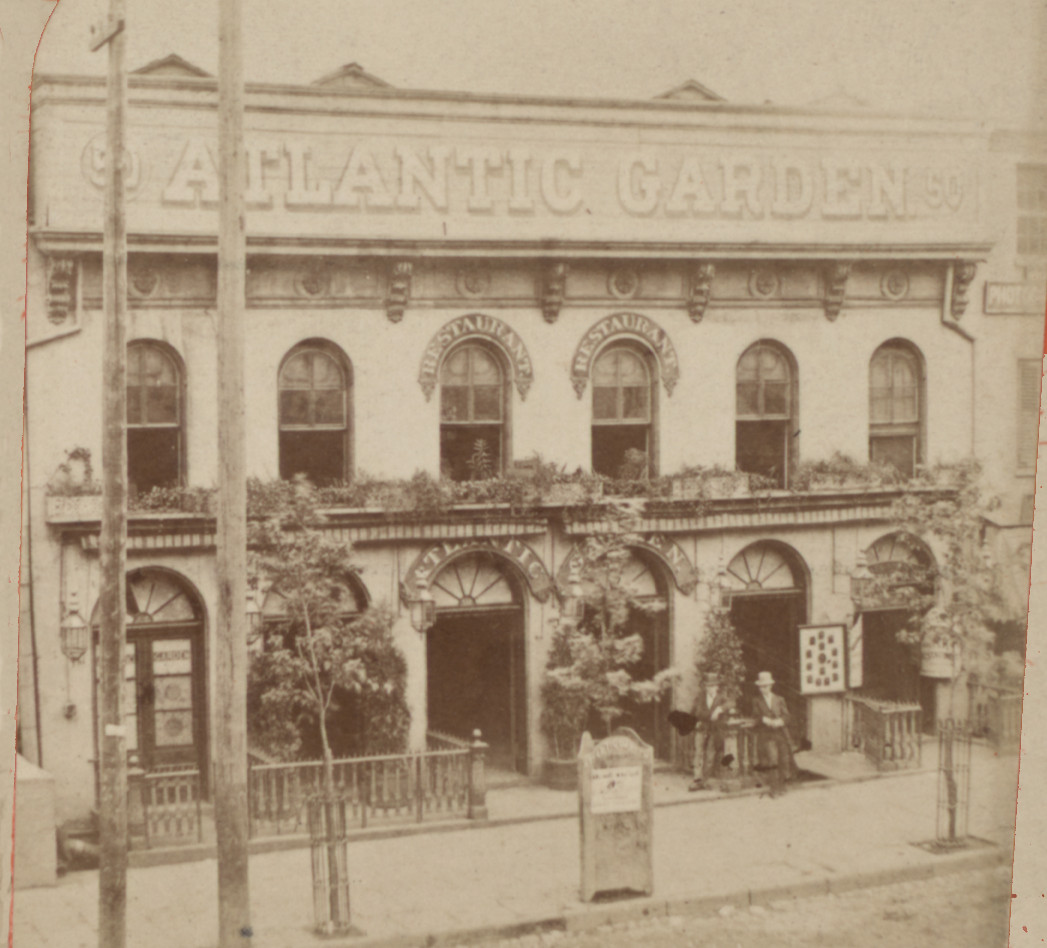
Atlantic Garden, Robert N. Dennis Collection of Stereoscopic Views

Der Atlantic Garden war ein populärer Biergarten in New York, der von 1858 bis 1911 bestand.

## Geschichte
Der deutsche Einwanderer William Kramer eröffnete den Atlantic Garden 1858 in einer großen Halle an der Bowery, einer Zufahrtsstraße zum damaligen Siedlungszentrum Manhattans weiter im Süden. Östlich der Bowery lebten zahlreiche Deutsche, die dem Atlantic Garden und anderen Biergärten in der Nähe regen Zulauf verschafften. Zeitungen berichteten, dass die Deutschen sonntags mit Kind und Kegel in die Biergärten strömten, um Bier zu trinken, sich mit Bekannten zu treffen, Karten zu spielen, Musik zu hören und zu tanzen.
Ein Ereignis, das im Atlantic Garden enthusiastisch gefeiert wurde, war die Kapitulation Frankreichs nach der Schlacht von Sedan 1870.
1911 wurde der Atlantic Garden abgerissen, um Platz für ein modernes Theater- und Bürogebäude mit 8 Stockwerken zu machen.
2014 wurden bei Aushubarbeiten für ein neues 22-stöckiges Hotelgebäude zahlreiche Überreste des Atlantic Garden gefunden, etwa Scherben von Tellern, Krügen und Flaschen. Auf einigen Flaschen waren noch die Worte „Bürgerspital Würzburg“ zu lesen. In dem neuen Hotel sollen die gefundenen Stücke ausgestellt werden.

## Lage
Der Atlantic Garden hatte die Adresse Bowery 50 in Lower Manhattan, heute mitten in Chinatown. Hier beginnt die Auffahrt zur Manhattan Bridge, eröffnet 1909. Das Gebäude, das den Atlantic Garden beherbergte, zog sich von der Bowery bis zur parallel verlaufenden Elizabeth Street, etwa in der Mitte zwischen der Canal Street und der Bayard Street. In der Umgebung gab es weitere Biergärten, direkt neben dem Atlantic Garden stand das 1826 erbaute Bowery Theatre (Thalia Theater).
An gleicher Stelle hatte sich zuvor die Bull’s Head Tavern befunden, in der George Washington 1783 kurz Rast gemacht hatte, bevor er nach dem Abzug der britischen Truppen in das damalige New York an der Südspitze Manhattans einzog. Bei den Ausgrabungen 2014 wurden auch Reste der Bull’s Head Tavern gefunden.

## Das Gebäude
Die große Halle – 100 Fuß breit und 200 Fuß tief (etwa 30 mal 60 Meter) – hatte ein gewölbtes Dach mit Glaspartien, die das Tageslicht einließen. Abends sorgten große Kronleuchter für Licht. An beiden Enden der Halle gab es Galerien. Die hintere Galerie diente als Restaurant, die vordere war, wie auch der Rest der Halle, dem Bierkonsum vorbehalten. Unter der vorderen Galerie war ein Schießstand, außerdem gab es Billardtische und eine Kegelbahn.
Im vorderen Bereich der Halle befand sich die Bar, auf der rechten Hallenseite gab es ein großes Welte-Orchestrion und eine Bühne für Musiker. Die Halle war mit Tischen und Stühlen ausgestattet. Der Atlantic Garden fasste 1000 bis 1500 Besucher gleichzeitig.
Im Obergeschoss hatte der aus Deutschland eingewanderte Fotograf Wilhelm Fricke sein Atelier.